# لياندرو روتشا دوس سانتوس
لياندرو روتشا دوس سانتوس هو لاعب كرة قدم برازيلي في مركز الهجوم، ولد في 13 ديسمبر 1987. لعب مع نادي بالميراس.